# Peter Fischli y David Weiss
Peter Fischli (8 de junio de 1952) y David Weiss (21 de junio de 1946 – 27 de abril de 2012), fueron una pareja de artistas suizos que iniciaron a colaborar juntos a partir del año 1979. Su trabajo más conocido es la película Der Lauf der Dinge (The Way Things Go, 1987), descrita por The Guardian como postapocalíptica, que trataba sobre reacciones en cadena y las formas en que los objetos volaban, chocaban y explotaban a través del estudio en el que se rodó. Fischli vive y trabaja en Zúrich; Weiss murió el 27 de abril de 2012.

## Educación y carrera temprana
David Weiss creció como hijo de un párroco y una maestra. Después de descubrir su pasión por el jazz a la edad de 16 años, se inscribió en un curso básico en la Kunstgewerbeschule de Zúrich. Rechazó carreras como decorador, diseñador gráfico y fotógrafo, hasta llegar a ver la carrera como artista como un camino realista. Estudió en la Kunstgewerbeschule de Zúrich (1963–64) y en la Kunstgewerbeschule de Basilea (1964–65). Posteriormente trabajó como escultor con Alfred Gruber (Basilea) y Jacqueline Stieger (Inglaterra). En 1967 trabajó en la Expo 67 de Montreal, antes de viajar a Nueva York, donde conoció el importante arte minimalista de la época. Entre 1970 y 1979 publicó libros en colaboración con Lüthi. Durante los años 1975 a 1978, pasó mucho tiempo dibujando con tinta negra y realizó exposiciones en galerías de Zúrich, Ámsterdam, Colonia y Róterdam. 
Fischli y Weiss se conocieron en 1978 y posteriormente formaron una banda de rock de corta duración, llamada Migros.  Su primera colaboración fue una serie de diez fotografías en color, Wurstserie (serie de salchichas, 1979), que representaban pequeñas escenas construidas con varios tipos de carne, salchichas y objetos cotidianos, con títulos como En el Polo Norte y El Cavernícola. 

## Obras
Alagunos críticos de arte a menudo ven paralelismos a Marcel Duchamp, Dieter Roth o Jean Tinguely en Fischli y Weiss.
Wurstserie (1979) fue el primer proyecto colaborativo de Fischli y Weiss, el cual marcó la pauta para su trabajo futuro. En la serie, salchichas comunes se convirtieron en protagonistas de escenarios, haciendo referencia a situaciones como automóviles en accidente de tránsito en un entorno urbano, capas de alfombras y otras situaciones. 
A finales de la década de 1980, los artistas habían ampliado su repertorio para abarcar una iconografía de lo incidental, creando fotografías inexpresivas de atracciones turísticas y aeropuertos kitsch de todo el mundo. Para su participación en la Bienal de Venecia de 1995, en la que representaron a Suiza, Fischli y Weiss exhibieron 96 horas de vídeo en 12 monitores que documentaban lo que llamaron soñar despierto concentrado, videos en tiempo real de la vida cotidiana en Zúrich, como por ejemplo se podía observar un amanecer en la montaña, un chef de restaurante en su cocina, trabajadores sanitarios, una carrera de bicicletas, etc.  Para el Skulptur Projekte Münster (1997), plantaron un jardín de flores y vegetales pensado desde un punto de vista ecológico y documentaron su crecimiento periódico mediante fotografías. 

### De repente este Panorama
De repente, este Panorama (1981) es una colección de esculturas de arcilla sin cocer que recrean imaginariamente distintos eventos de la historia de la humanidad.  Las figuras van desde aquellas representadas con meticuloso detalle hasta piezas toscas que parecen bocetos o inconclusas. El mundo en el que vivimos,  (título que originalmente se había previsto para esta obra), plasma un panorama de acontecimientos entrelazados en el mundo que surgen del punto de vista subjetivo de los artistas, con su conjunto de eventos grandes y pequeños, que cuestionan lo que significa estar vivo. Fue presentada por primera vez en 1981 como una instalación que era conformada por alrededor de 200 objetos, pero en 2006, se presentó una nueva versión que comprende alrededor de 90. 

### Rata y oso
La primera película de los artistas, Rat and Bear, The Least Resistance (1981) se creó en la zona urbana de Los Ángeles, lugar en donde vivían los artistas en ese momento. The Right Way (1982-1983) fue su segunda aparición y muestra a los dos personajes caminando por un paisaje montañoso, haciendo referencia a los artistas del siglo XIX, con pensamientos hacia lo sublime. Un libro llamado Orden y limpieza (1981), expone las ideas de Rata y Oso, pues está repleto de cuadros y diagramas, cada uno de los cuales intenta imponer un orden enloquecido en el mundo.  Rat and Bear (2004) es una escultura que incorpora los trajes originales usados por los artistas, presentados en cajas de tamaño natural hechas de plexiglás oscuro y apenas traslúcido, suspendiendo los trajes en su interior. 

### Objetos de poliuretanoyesculturas de caucho.
En 1982, los artistas comenzaron una serie de objetos de poliuretano pintados y tallados a mano que representan elementos comunes encontrados en su estudio. Cada objeto se trataba de una réplica cuidadosa, hasta las cáscaras de maní esparcidas y los M&M's arcoíris dispersos, tallados en espuma densa y rígida y pintados.  En una entrevista de 2006, Peter Fischli comentó: "A diferencia del arte pop, que convierte un objeto particular en un ícono, son una colección de réplicas de objetos cotidianos sin valor".  Para una serie de esculturas de caucho, moldearon objetos comunes, como un divisor de cajón de escritorio (1987), un jarrón (1986/87) y un plato para perros (1987), en un caucho negro pesado. 

### Cómo van las cosas
Las fotografías de Equilibres (1984-1987), una serie de imágenes conformada por objetos domésticos y artículos de oficina dispuestos para formar conjuntos equilibrados, se convirtieron en la célebre película de los artistas The Way Things Go ( Der Lauf Der Dinge ) (1986-1987).  La película incluye una variedad de objetos, incluidos neumáticos y sillas, como componentes de una reacción en cadena tipo dominó que dura treinta minutos. Utilizando objetos industriales comunes, Fischli y Weiss crearon una cadena continua de acciones y reacciones que involucraban globos desinflados, neumáticos rodando, líquidos drenando, velas derritiéndose, bolas cayendo, mechas quemadas, ruedas girando, entre otros objetos.  El humor de la película reside en el uso incorrecto deliberado de estos objetos, ya que son empleados para desempeñar papeles fuera de su función normal. Con reminiscencias de la comedia física de las películas mudas protagonizadas por Charlie Chaplin o Buster Keaton, los actores son chimeneas montadas sobre patines, bolsas de basura que giran, escaleras de tijera puestas en movimiento, cubos, neumáticos, botellas y tablas. 

### Roca encima de otra roca

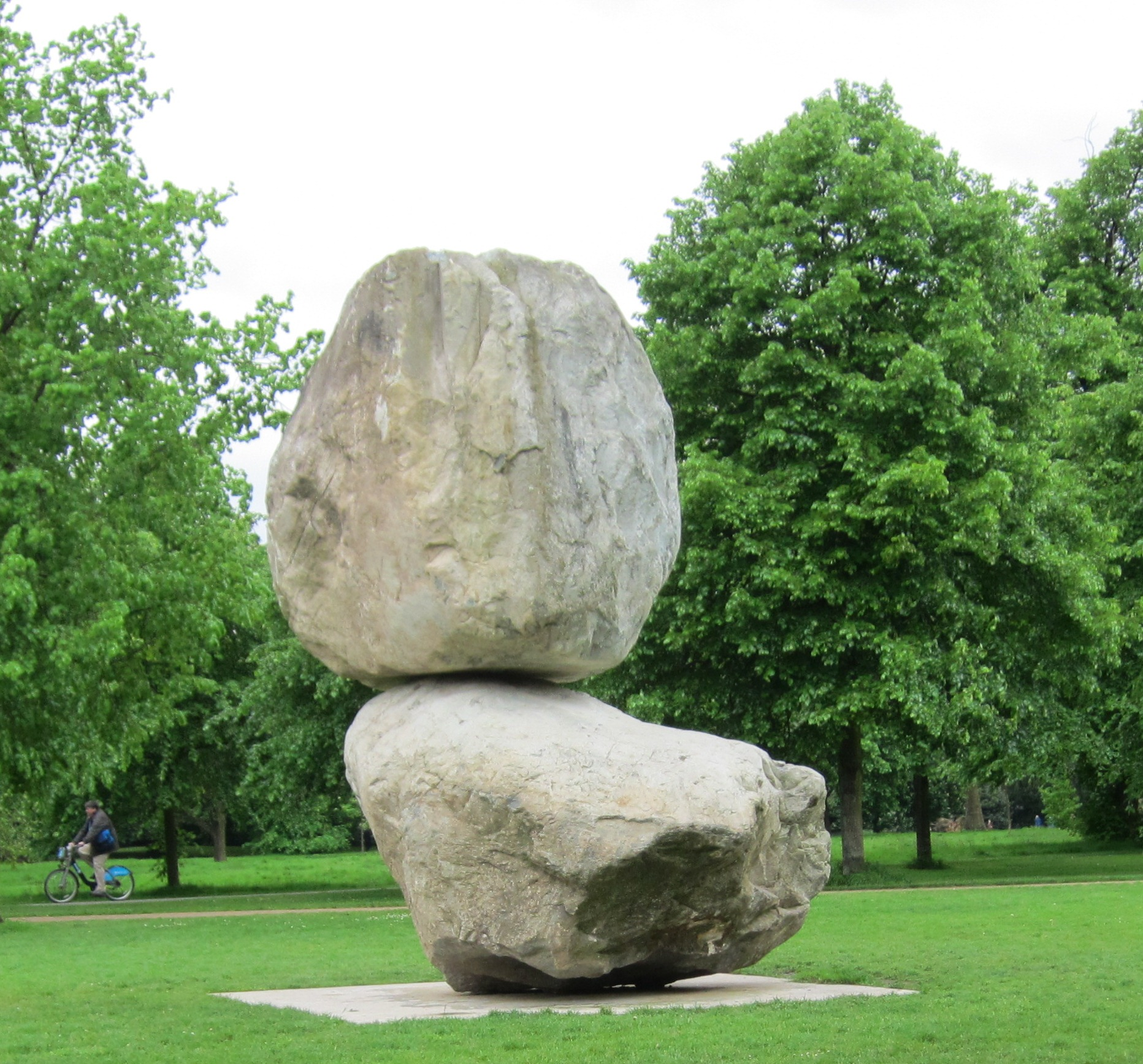
Una roca encima de otra roca en los jardines de Kensington, fuera de la Serpentine Gallery.

Se trataba de un par de instalaciones: una en la meseta en Noruega y la otra en la Serpentine Gallery de Londres en 2013.  

## Exposiciones
Fischli y Weiss tuvieron su primera exposición individual en 1981 en la Galerie Balkon de Ginebra. Después de exponer repentinamente este panorama en la Galerie Stähli en 1981, se convirtieron en habituales de la escena artística internacional.  Su primera exposición individual en los Estados Unidos fue en la Sonnabend Gallery de Nueva York en 1986. En más de 25 años de actividad, la pareja expuso en algunas de las instituciones y museos más importantes del mundo, entre ellos el Museu d'Art Contemporani de Barcelona (2000); Museo Boijmans Van Beuningen de Rotterdam (2003); Museo Tamayo Arte Contemporáneo de la Ciudad de México (2005); y el festival Rencontres d'Arles, Francia. El Walker Art Center organizó una retrospectiva estadounidense de su trabajo en 1996 y posteriormente viajó al Museo de Arte Moderno de San Francisco, San Francisco; y Museo de Arte Contemporáneo de Los Ángeles . Otra retrospectiva de su trabajo se realizó en la Tate Modern de Londres en 2006 y viajó al Musée d'Art Moderne de la Ville de Paris, Kunsthaus Zürich y el Deichtorhallen de Hamburgo. Se realizaron exposiciones individuales recientes en el Art Institute of Chicago (2011) y en la Serpentine Gallery de Londres (2013).

## Reconocimientos
Fischli y Weiss ganaron el León de Oro en la Bienal de Venecia de 2003 por Preguntas, una instalación de más de 1.000 diapositivas fotográficas de preguntas existenciales escritas a mano que los artistas habían recopilado durante muchos años. En 2006 recibieron el Premio Roswitha Haftmann, Suiza. 